# Siemidarżno
Siemidarżno (niem. Zimdarse) – wieś w północno-zachodniej Polsce, położona w województwie zachodniopomorskim, w powiecie gryfickim, w gminie Trzebiatów.
Według danych z 28 lutego 2009 wieś miała 106 mieszkańców.
Wieś została włączona do Polski w 1945, jej dotychczasowych mieszkańców wysiedlono do Niemiec. W latach 1946–1998 miejscowość administracyjnie należała do województwa szczecińskiego.
Duża część zabudowy wsi pochodzi z końca XIX wieku.
Do wsi prowadzi droga powiatowa nr 0128Z z Jaromina do Paliczyna.
Ok. 0,9 km na południowy wschód od wsi znajduje się wzniesienie Piasecznica. W 2010 na torfowisku w pobliżu wsi utworzono rezerwat przyrody Mszar koło Siemidarżna.
Gmina Trzebiatów utworzyła „Sołectwo Siemidarżno”, będące jej jednostką pomocniczą. Obejmuje ono jedynie wieś Siemidarżno, której mieszkańcy wybierają sołtysa i 5-osobową radę sołecką.
W 2016 roku potwierdzono w okolicach wsi występowanie złoża gazu ziemnego o wielkości szacowanej na około  0,5–1 mld m³.
| Zakres wieku mężczyzn | Mężczyźni | Kobiety | Zakres wieku kobiet |
| --------------------- | --------- | ------- | ------------------- |
| 0–19                  | 11        | 13      | 0–19                |
| 20–60                 | 36        | 23      | 20–65               |
| powyżej 60            | 7         | 16      | powyżej 65          |
| Razem (Σ)             | 54        | 52      | (Σ) Razem           |